# Томас Сьоренсен
Томас Льовендал Сьоренсен (на датски Thomas Løvendahl Sørensen) е датски професионален футболист, вратар. Той е играч на Стоук Сити. Висок е 195 см.
Сьоренсен преминава в Стоук през юли 2008 г. със свободен трансфер. Дебютира за националния отбор през ноември 1999 г.